# Bloemrijk grasland van het rivieren- en zeekleigebied
Bloemrijk grasland van het rivieren- en zeekleigebied is een natuurdoeltype en komt voor in het rivierengebied en in het zeekleigebied. In sommige gevallen komt het voor in afgesloten zeearmen en oeverlanden. Het vergt een vochtige tot droge grond en diepe grondwaterstand, een zwak zure tot neutrale bodem die mesotroof tot eutroof is. Een oppervlakte van minstens 0,5 ha is vereist om het in stand te houden. 

## Plantengemeenschappen
Binnen het natuurdoeltype bloemrijk grasland van het rivieren- en zeekleigebied kunnen verschillende plantengemeenschappen voorkomen. Deze plantengemeenschappen hoeven niet allemaal voor te komen om het natuurdoeltype te bereiken.
| Nederlandse naam                                              | Wetenschappelijke naam                                                      |
| ------------------------------------------------------------- | --------------------------------------------------------------------------- |
| duin-struisgras-associatie                                    | Festuco-Galietum veri                                                       |
| associatie van vetkruid en tijm                               | Sedo-Thymetum                                                               |
| associatie van sikkelklaver en zachte haver                   | Medicagini-Avenetum                                                         |
| glanshaver-associatie                                         | Arrhenatheretum elatioris                                                   |
| kamgrasweide                                                  | Lolio-Cynosuretum                                                           |
| rompgemeenschap met weidegeelster                             | RG Gagea pratensis-[Arrhenatheretalia]                                      |
| rompgemeenschap met grote vossenstaart en echte koekoeksbloem | RG Alopecurus pratensis-Silene flos-cuculi-[Alopecurion pratensis/Calthion] |
| associatie van dauwbraam en marjolein                         | Rubo-Origanetum                                                             |
| associatie van waterpeper en tandzaad                         | Polygono-Bidentetum                                                         |
| kweekdravik-associatie                                        | Bromo inermis-Eryngietum campestris                                         |
| wormkruid-associatie                                          | Tanaceto-Artemisietum                                                       |
| rompgemeenschap met wilde cichorei                            | RG Cichorium intybus-[Agropyretalia/Arrhenatheretalia]                      |
| kruisbladwalstro-associatie                                   | Urtico-Cruciatetum                                                          |

## Subtype
Het natuurdoeltype kent vier subtypen die verschillen qua soortensamenstelling en qua fysische gesteldheid. 
- Stroomdalgrasland: Dit subtype komt voor op duinvaaggronden, vorstvaaggronden en ooivaaggronden en komt overeen met het habitattype kalkminnend grasland op dorre zandbodem uit de habitatrichtlijn. Het bestaat voornamelijk uit schraal grasland.
- Glanshaverhooiland van het rivieren- en zeekleigebied: Dit subtype komt voor op poldervaaggronden, vorstvaaggronden,  ooivaaggronden en op klei- en zavelgronden. Het wordt in stand gehouden door maaien. Het komt voornamelijk voor op dijkhellingen. Het subtype komt overeen met het habitattype laaggelegen schraal hooiland indien de glanshaver-associatie aanwezig is.
- Kamgrasweide van het rivieren- en zeekleigebied: Dit subtype komt voor op poldervaaggronden, vorstvaaggronden, ooivaaggronden en op klei- en zavelgronden. Het wordt in stand gehouden door beweiding.
- Bloemrijk weidevogelgrasland van het rivieren- en zeekleigebied: Dit subtype komt voor op poldervaaggronden, vorstvaaggronden, ooivaaggronden en op klei- en zavelgronden. Het komt overeen met het habitattype laaggelegen schraal hooiland indien de glanshaver-associatie aanwezig is.